# Jackson Barton
Jackson Barton (Salt Lake City, 8 agosto 1995) è un giocatore di football americano statunitense che milita nel ruolo di offensive tackle per gli Arizona Cardinals della National Football League (NFL). Al college ha giocato per l'Università dello Utah.

## Carriera universitaria
Barton giocò a football dal 2015 al 2018 all'Università dello Utah con gli Utes che militano nella Pac-12 Conference (Pac-12) della Divisione I della Football Bowl Subdivision (FBS) della NCAA e con cui giocò 51 partite di cui 28 da titolare.
| Stagione | Stagione | Stagione   | Stagione   | Stagione | Stagione |
| Anno     | Squadra  | Campionato | Conference | P        | PT       |
| -------- | -------- | ---------- | ---------- | -------- | -------- |
| 2015     | Utah     | FBS Div. I | Pac-12     | 12       | 0        |
| 2016     | Utah     | FBS Div. I | Pac-12     | 13       | 0        |
| 2017     | Utah     | FBS Div. I | Pac-12     | 12       | 12       |
| 2018     | Utah     | FBS Div. I | Pac-12     | 14       | 14       |
| Totale   | Totale   | Totale     | Totale     | 51       | 28       |

Fonte: Football Database
In grassetto i record personali in carriera

## Carriera professionistica

### Indianapolis Colts
Barton fu scelto dagli Indianapolis Colts al 7º giro (240ª scelta assoluta) del Draft NFL 2019 ma non riuscì ad entrare nel roster attivo iniziale e fu quindi svincolato il 31 agosto 2019 e contrattualizzato con la squadra di allenamento il giorno seguente.

### Kansas City Chiefs
L'11 novembre 2019 Barton firmò per i Kansas City Chiefs. 
Barton fece parte della squadra che vinse il Super Bowl LIV sconfiggendo i San Francisco 49ers 31–20, anche se non scese mai in campo. Il 5 settembre 2020 Barton fu svincolato dai Chiefs.

### New York Giants
Il 6 settembre 2020 Barton firmò con i New York Giants. Il 4 gennaio 2021 Barton firmò un'estensione contrattuale con i Giants.
Per la stagione 2021 Barton non riuscì a rientrare nel roster attivo dei Giants e il 31 agosto 2021 fu svincolato. Il giorno successivo Barton firmò per la squadra di allenamento.

### Las Vegas Raiders
Il 21 settembre 2021 Barton firmò per il roster attivo dei Las Vegas Raiders. Nel corso della stagione scese in campo in due partite, giocando tre snap nella gara della settimana 13 contro Washington e altri tre nella gara della settimana 14 contro Kansas City.
All'inizio della stagione 2022 Barton riuscì a rientrare nel roster attivo dei Raiders e giocò negli special team nelle prime due partite stagionali, contro i Los Angeles Chargers e gli Arizona Cardinals. Barton fu svincolato dai Raiders il 1º ottobre 2022 e poi contrattualizzato con la squadra di allenamento tre giorni dopo. Il 26 ottobre 2022 Barton fu reinserito nel roster attivo. Terminò la stagione giocando complessivamente in sei partite.

### Arizona Cardinals
Il 14 aprile 2023 Barton firmò da free agent un contratto annuale con gli Arizona Cardinals. In stagione fece una sola presenza contro Washington.
L'8 gennaio 2024 Barton firmò da riserva/contratto futuro. All'inizio della stagione 2024 Barton non rientrò nel roster attivo iniziale dei Cardinals e il 27 agosto 2024 fu svincolato per poi essere aggregato alla squadra di allenamento il giorno successivo. 
Fu promosso nel roster attivo il 24 dicembre. Terminò l'annata con quattro presenze, di cui due da titolare.

### Cleveland Browns
Il 9 giugno 2025 Barton firmò con i Cleveland Browns.

## Palmarès
- Super Bowl : 1

Kansas City Chiefs: LIV
- American Football Conference Championship: 1

Kansas City Chiefs: 2019

## Famiglia
Il fratello minore di Barton, Cody, gioca da linebacker nella NFL. Entrambi parteciparono al Draft NFL 2019 con Cody che fu scelto dai Seattle Seahawks. La sorella di Barton, Danielle coniugata Drews, è una giocatrice professionistica di pallavolo e membro della nazionale statunitense.